# Użycie alkoholu
Użycie alkoholu – w polskim prawie (zgodnie z art. 46 ust. 2 Ustawy o wychowaniu w trzeźwości i przeciwdziałaniu alkoholizmowi) stan po użyciu alkoholu etylowego zachodzi, gdy zawartość alkoholu w organizmie wynosi lub prowadzi do:
- stężenia we krwi od 0,2‰ do 0,5‰ alkoholu albo
- obecności w wydychanym powietrzu od 0,1 mg do 0,25 mg alkoholu w 1 dm3.

Stan po użyciu alkoholu stanowi znamię wielu wykroczeń drogowych (np. art. 87 § 1 k.w., art. 86 § 2 k.w.), może też być okolicznością obciążającą wpływającą na wymierzenie obwinionemu kary surowszej.